# Kemény Ferenc (sportszervező)
Kemény Ferenc (Nagybecskerek, 1860. július 17. – Budapest, 1944. november 21.) magyar sportszervező, pedagógus, tanügyi író, humanista békeharcos, az újkori olimpiai játékokat kezdeményező és elindító Nemzetközi Olimpiai Bizottság alapító tagja, a Magyar Olimpiai Bizottság alapító titkára. 1901-ben és 1902-ben irodalmi Nobel-díjra jelölték.

## Élete
Dél-Magyarországon, a mai Vajdaság harmadik legnagyobb városában, Nagybecskereken (ma: Zrenjanin, Szerbia) Kohn családnéven látta meg a napvilágot mint egy zsidó család gyermeke, aki Kemény néven lett a magyarság és az emberiség nemzetközi viszonylatban is kiemelkedő hőse. Magyarországi és németországi középiskolai tanévei után a Budapesti Tudományegyetemen folytatta tanulmányait, ahol 1883-ban matematika–fizika szakos, 1888-ban német–francia nyelv és irodalom szakos tanári diplomát szerzett. Közben, 1884–1885-ben Párizsban a Collège de France-on és a Sorbonne egyetemen képezte tovább magát, illetve nyugat-európai tanulmányutat tett.
1885–1887 között a kőszegi cs. és kir. katonai alreáliskola tanára, majd Brassóban helyettes és rendes tanár a reáliskolában. 1891–1894 között az egri állami reáliskola (a mai Dobó István Gimnázium) igazgatója. 1894 és 1920 között a budapesti VI. kerületi állami főreáliskola tanára, később címzetes tankerületi főigazgató.
1903-ban a Magyar Paedagogiai Társaság rendes tagja, 1935-ben a tiszteleti tagja lett. Rendszeresen részt vett a Társaság rendezvényein és publikált a Magyar Paedagogia folyóiratba. Kutató és nevelő tevékenysége a békemozgalom iskolai lehetőségeire, az idegen nyelvek tanítására és a testnevelés általános kérdéseinek vizsgálatára, valamint a pedagógia egészének kérdéskörére kiterjedt. Jelentős szerepet vállalt a külföldi oktatás-nevelésügy eredményeinek hazai megismertetésében, népszerűsítésében. Szerkesztője volt az Ungarische Pädagogische Revue-nek (1901–1906), s ugyancsak szerkesztette az 1934-ben, majd az 1936-ban megjelent Pedagógiai lexikon két kötetét. A pedagógiai szaklapok mellett rangos társadalomtudományi tanulmányai az Athenaeumban is megjelentek.
1920-ban nyugdíjba vonulva humanista munkássága még intenzívebbé vált. Születésének 75. évfordulója egybeesett Alma Matere fennállásának 300 éves jubileumával.
Élete drámai módon végződött. A nyilas hatalomátvétel után gettóba akarták zárni, és a 84 éves tudós professzor a fokozódó embertelenségek elől feleségével együtt 1944 novemberében valószínű, hogy a halálba menekült.

## A halhatatlanságba az olimpiai mozgalmon át
Kemény Ferenc az 1880-as években, párizsi évei alatt került kapcsolatba, majd szoros barátságba Pierre de Coubertin báróval. Nézeteik megegyeztek az olimpiai gondolat felelevenítésének szükségességéről és a nevelés eszközeként való felhasználásáról. Amikor Coubertin Párizsban a Sorbonne-on 1894. június 16. és 23. között tartott alapító nemzetközi kongresszuson zászlót bontva meghirdette az ókori olimpiai játékok felújítását, és a zárónapon életre hívta a Nemzetközi Olimpiai Bizottságot, természetes volt, hogy a távolmaradásra kényszerült magyar barátját, harcostársát is bevette az alapító atyák közé, így Kemény Ferenc személyén keresztül a magyar sport az ötkarikás mozgalom alapítóinak egyike.
Kezdeményezője, szervezője és életre hívója volt a Magyar Olimpiai Bizottságnak, mely 1895. december 19-én Budapesten, a Nemzeti Torna Egylet Szentkirályi utcai tornacsarnokának tanácstermében tartotta alakuló ülését, ahol a testület elnökének Berzeviczy Albertet, társelnökének Gerendai Györgyöt (a Magyar Atlétikai Klub képviselőjét), titkárának pedig Kemény Ferencet választották meg.
A Nemzetközi Olimpiai Bizottság alapító tagjainak nevét az első újkori olimpia színhelyén, az athéni stadionban őrzik márványba vésve. Ennek a híres sportpályának főbejárata előtt, egy kis olajfaligetben mondott franciául beszédet Kemény Ferenc a külföldi delegáció nevében az első újkori olimpiai játékok megnyitóján a felújítást finanszírozó görög Jeórjiosz Avérof szobrának leleplezésekor.
A kapu előtt jobbra találjuk egy táblán aranybetűkkel a tizenhat alapító nevét. Legfelül Pierre de Frédy de Coubertin, a játékok újraálmodója. Alatta Dimítriosz Vikélasz, az első elnök és megint Coubertin mint az első főtitkár, valamint a tagok: Ernest Callot (Franciaország), Alekszej Butovszkij (Oroszország), William Milligan Sloane (Egyesült Államok), Viktor Balck (Svédország), Charles Herbert és Lord Ampthill (Nagy-Britannia), Kemény Ferenc (Magyarország), José Benjamín Zubiaur (Argentína), Jiří Guth-Jarkovský (Bohémia), D’Andria Caraffa és Mario Lucchesi-Palli (Olaszország), Maxime de Bousies (Belgium), Leonard Cuff (Új-Zéland) és Willibald Gebhardt (Németország).
Kemény Ferencet azonban fokozatosan háttérbe szorították. Olyannyira, hogy az 1896-os első újkori olimpia megtartásának 10. évfordulóján, 1906-ban Athénban rendezett jubileumi versenyek körüli viták nyomán lemondásra is késztették; 1907. április 4-én kelt levelével NOB- és MOB-tagságáról egyaránt lemondott, az 1908-ban tartott újjáalakuló közgyűlésre már meg sem hívták.
Az alkotóereje teljében lévő ember a további évtizedekben nem kapott teret az olimpiai mozgalomban való tevékenységre, s élete tragikus véget ért. Halálát követően évtizedeken át mély hallgatás övezte életútját. Csak a hetvenes évek végén lehetett ismét hallani róla, amikor előbb az egri sportcsarnok vette fel a nevét, majd a Testnevelési Főiskola szoborparkjában felállították emlékművét. Napjainkban már iskola őrzi nevét Egerben, szobrok, emléktáblák és róla elnevezett díj öleli körül emlékét, de életművének, kimagasló eredményeinek legszélesebb körben közkinccsé tétele, jelentőségéhez méltó hazai és nemzetközi kultuszának kibontakoztatása, igazságának kivívása még nem történt meg.
1995-ben a Magyar Olimpiai Bizottság megalapításának centenáriumát a Magyar Posta három bélyegből álló sorozattal köszöntötte. A nyitóértéket Kemény Ferenc arcképe díszíti „a MOB alapítója” megnevezéssel. A záróértéken vívók láthatók.

## Művei
- Die Mittelschulen Ungarns (Pozsony, 1896)
- A béke-probléma megoldásának egyik módja I–V. Athenaeum, 1899, 1900. Kötetben
- Gesamstacademie. (Dresden – Leipzig – Wien, 1901. 148 p.)
- Világakadémia I-IV. Athenaeum, 10. évf. (1901) 109-119, 273-288, 441-460, 565-586.
- Világakadémia (Bp., 1902, 67 p.)
- Deák Ferenc mint nevelő I. II. Magyar Paedagogia, 12. évf. (1903) 513–529., 578–594.
- Entwurf einer internationalen Gegenwart und Zukunft der körperlichen Erziehung (Berlin, 1904)
- A békemozgalom paedagogiai jelentősége Magyar Paedagogia, 15. évf. (1906) 593–617.
- A békemozgalom pedagógiai jelentősége és a békenap (Bp., 1907)
- A nemi probléma. (Szexuális pedagógia.) (Bp., 1907. 127 p.)
- A háború philosophiája Athenaeum, 18. évf. (1909) 431-441.
- A világbéke (Bp., 1911. 58 p.)
- A békemozgalom jelene és jövője (Bp., 1914. 25 p.)
- Magyar testnevelési rendszer! Magyar Paedagogia, 23. évf. (1914) 505–521.
- A világháborúnak egyetemes nevelés- és iskolaügyi tanulságai (Bp., 1917)
- Az élő idegen nyelvek tanítása ügyében Magyar Paedagogia, 35. évf. (1926) 29–40.
- Magyar Pestalozzi-bibliográfia Magyar Paedagogia, 36. évf. (1927) 100–114.
- Technika és pedagógia. I. II. Magyar Paedagogia, 38. évf. (1929) 9–22., 96–108.
- Gräfin M. Th. Brunszvik (Berlin, 1932)
- Pedagógiai Lexikon I–II. Szerk.: Kemény Ferenc, Fináczy Ernő, Kornis Gyula. (Bp., 1933–1934., 1936)
- Oktatásügyi reformokról Magyar Paedagogia, 44. évf. (1936) 116–131.
- A népjellem a nevelés- és oktatásügyben (Bp., 1936)
- Gondolatok és gondok a Kitűnőek Iskolája körül Magyar Paedagogia, 51. évf. (1942) 234–240.
- A Fröbel–Brunszvik probléma Magyar Paedagogia, 52. évf. (1943) 137–146.

## Emlékezete
- Dr. Kemény Ferenc Városi Sportcsarnok néven 1980. június 1-jén Egerben a sportcsarnok vette fel a nevét.
- Egri Kemény Ferenc Sportiskolai Általános Iskola (az egri 10-es iskola 1996 novemberében vette fel a nevét).
- A Testnevelési Főiskola Budapest XII. ker., Alkotás utca 44. sz. alatti épületének kertjében lévő Olimpiai ligetben 1988-ban avatták fel szobrát, Kiss Dániel alkotását.
- 1995-ben a Magyar Posta háromértékes bélyegsorozatot adott ki „100 éves a MOB” címmel, melynek első, 22 Ft névértékű darabja: „Kemény Ferenc (1860–1944) a MOB alapítója” (tervezője: Svindt Ferenc).
- Egerben, a Kossuth Lajos u. 9. sz. alatti Megyeháza belső udvarán, a Sportmúzeum bejárata előtt 1997-ben állították fel mellszobrát, Sebestyén Sándor alkotását.
- Szülőhelyén, Nagybecskereken, a városi Karadorde-parkban mellszobra áll.
- Kemény Ferenc-díjat alapított az Ifjúsági és Sportminisztérium a kiemelkedő sportteljesítmények elismerésére.